# گفتاری درباره پیزا
گفتاری دربارهٔ پیزا (به ایتالیایی: Discorso sopra le cose di Pisa) کتابی دربارهٔ تاریخ پیزا از نیکولو ماکیاولی نوشته شده در سال ۱۴۹۹ است.